# Beugenbach Hängebrücke

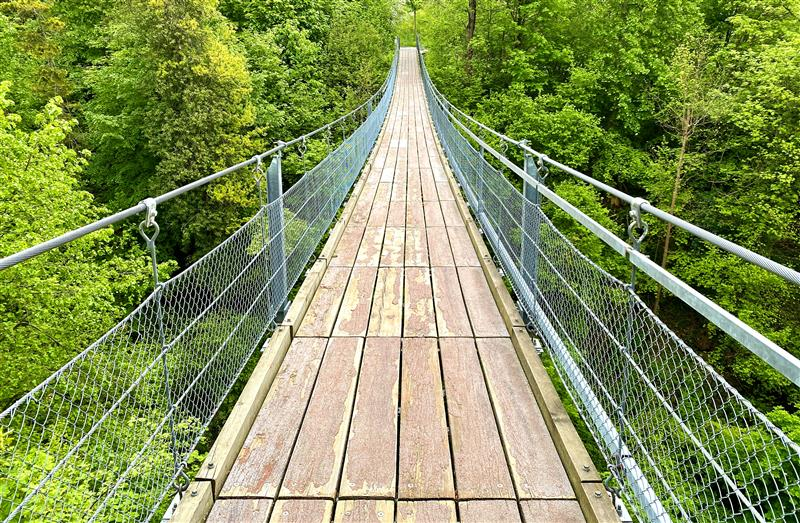
Beugenbach Hängebrücke

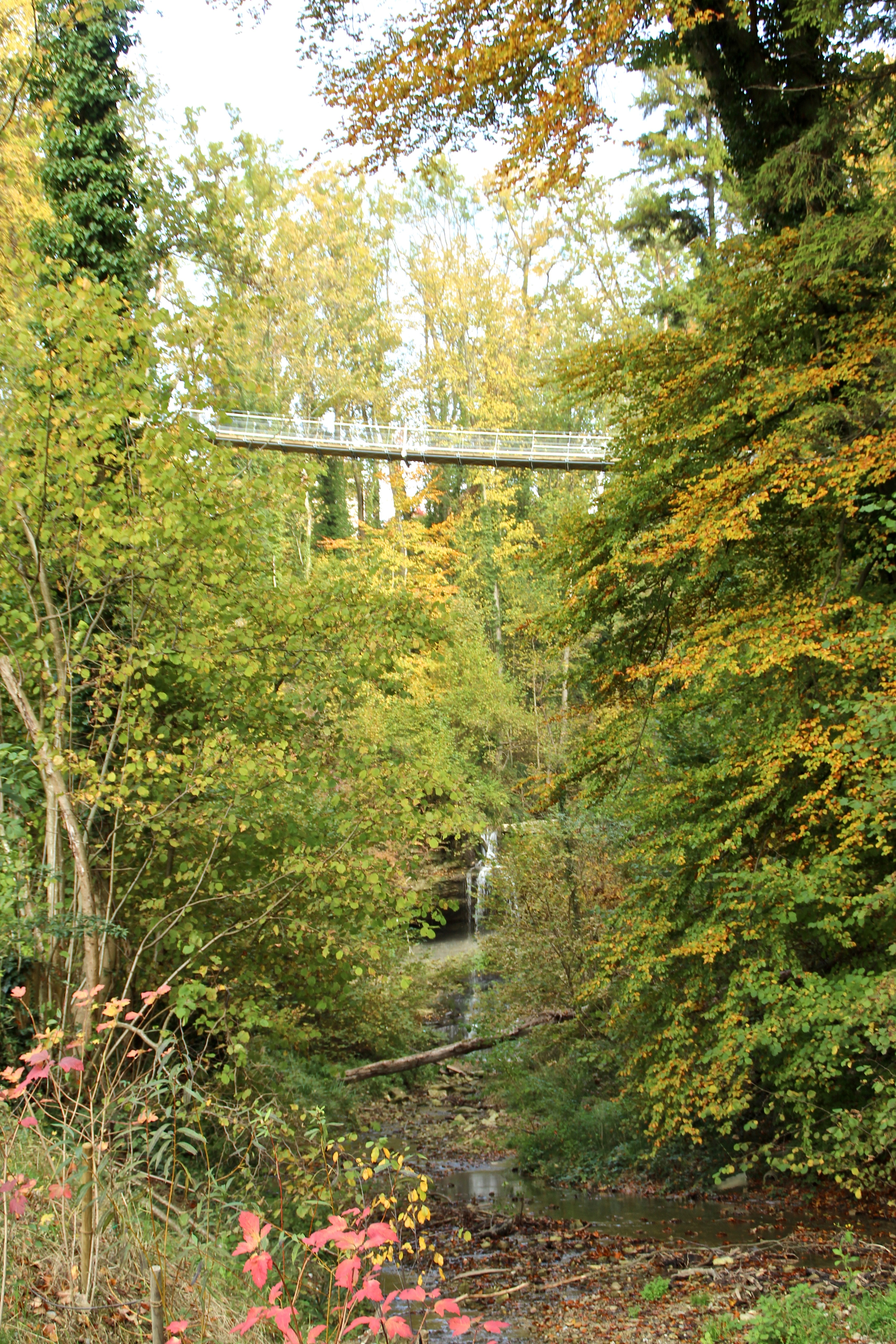
Blick bachaufwärts

Die Beugenbach Hängebrücke ist eine Hängebrücke in Meilen im Schweizer Kanton Zürich.
Sie hat eine Länge von 61 Metern, eine Breite von 140 Zentimetern und hängt in einer Höhe von 28 Metern über dem Beugenbach. Erbaut wurde sie von Ingenieur Hans Pfaffen. 2012 wurde sie fertiggestellt. Sie verbindet die Wohnquartiere «Halten» und «Appenhalten». Die Brücke kostete die Gemeinde Meilen 378'000 Franken.
Die Brücke ist eine in nepalesischer Art gebaute Seilbrücke. Holzplatten und starkes Metall sorgen für ein sicheres Gefühl beim Überqueren. Um nachts die Brücke überqueren zu können, ist eine LED-Beleuchtung in den Handläufen eingebaut.